# Hajah Norsiah binti Haji Abdul Gapar
Hajah Norsiah binti Haji Abdul Gapar (geb. 24. April 1952 in Seria) ist eine Schriftstellerin aus Brunei.

## Leben
Hajah Norsiah erwarb 1997 einen Master in Clinical Chemistry an der London University. Sie verfasste mehrere Bücher und Essays und  wurde 2009 mit dem S.E.A. Write Award ausgezeichnet.

## Werke
- Hidup Ibarat Sungai, Dewan Bahasa dan Pustaka. (DBP) 1972.
- Bunga Rampai Sastera Melayu Brunei. 1984.
- Puncak Bicara. 1985.
- Pengabdian. 1987.
- The Islamic Interpretation of ‘Tragic Hero’ in Shakespearean Tragedies. IIUM Press 2001.
- Colonial to Global: Malaysian Women’s Writing in English, 1940s–1990s. IIUM Press 2001.
- In the Art of Naming: A Muslim Woman’s Journey. 2006.
- Janji kepada Inah. DBP:Brunei 2007.
- Tsunami di Hatinya. 2009.